# Philips VG5000µ

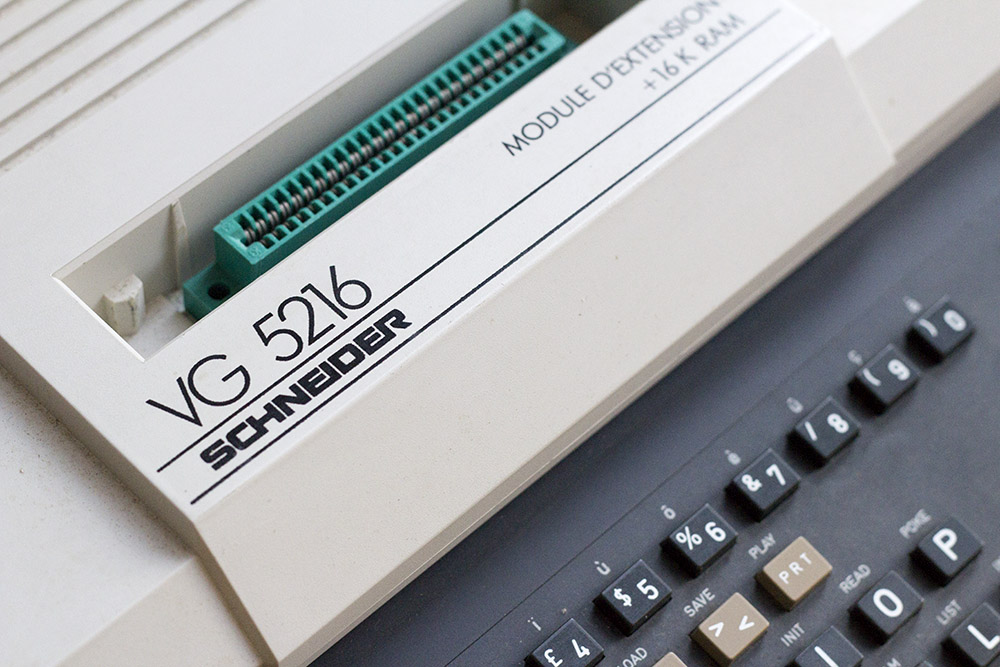

Le VG5000µ est un ordinateur créé par la société Philips en 1984. Il fut fabriqué au Mans par la société Radiotechnique et commercialisé sous les marques Philips, Radiola et Schneider.

## Caractéristiques techniques

Écran de démarrage du VG5000

Principales caractéristiques techniques du VG5000µ :
- Processeur Zilog Z80 à 4 MHz ;
- ROM : 18Ko contenant le VG5000 BASIC, dérivé du Basic 80 de Microsoft ;
- RAM : 24Ko, dont 8Ko réservé à l'affichage ;
- Processeur vidéo : SGS Thomson EF9345, permettant un affichage en 25 lignes x 40 caractères (de 8 x 10 pixels) en huit couleurs. Il possède néanmoins un mode 80 colonnes mais qui n'est pas exploité.
- Graphisme: 160 x 250  en  4 couleurs palette de 8 couleurs (caractères de 4 x 10 pixels)
- 1 voix sur 5 octaves
- Clavier intégré 63 touches AZERTY avec raccourci clavier aux instructions Basic ;
- Connecteur pour le lecteur de cassette (1200/2400 bauds) ;
- Connecteur Peritel ;
- Connecteur du BUS 2x25 points.